# Grand Prix d'Ongola
Le Grand Prix d'Ongola est une course cycliste disputée au mois d'octobre à Yaoundé, la capitale politique du pays. Créée en 2022, cette compétition se déroule le lendemain du Grand Prix Chantal Biya. Elle fait partie du calendrier de l'UCI Africa Tour depuis 2024. 

## Palmarès
| Année | Vainqueur                | Deuxième       | Troisième             |
| ----- | ------------------------ | -------------- | --------------------- |
| 2022  | Islam Mansouri           | Youssef Bdadou | Abderrahmane Mansouri |
| 2023  | Mohcine El Kouraji       | Azzedine Lagab | El Houçaine Sabbahi   |
| 2024  | Oussama Abdellah Mimouni | Yacine Hamza   | Wannes Heylen         |